# Jean Pascal
Jean-Thenistor Pascal (* 28. Oktober 1982 in Port-au-Prince, Haiti) ist ein haitianisch-kanadischer Profiboxer, ehemaliger WBC-Weltmeister und aktueller WBA-Weltmeister im Halbschwergewicht.
Er ist der jüngere Bruder des Profiboxers Nicholson Poulard.

## Amateurkarriere
Jean Pascal gewann als Amateur 103 von 121 Kämpfen. Er wurde bei den Erwachsenen 2001 und 2002 Kanadischer Meister im Halbmittelgewicht, sowie 2003 und 2004 Kanadischer Meister im Mittelgewicht. Er besiegte dabei unter anderem Adonis Stevenson und Adam Trupish.
Im Juni 2001 nahm er an den Weltmeisterschaften in Belfast teil, wo er im Viertelfinale gegen Bülent Ulusoy ausschied. Im Monat darauf gewann er jedoch die Spiele der Frankophonie in Ottawa mit einem Finalsieg gegen Mohamed Hikal.
2002 gewann er zudem die Commonwealth Games in Manchester, wobei er unter anderem Jamie Pittman, Craig McEwan und Paul Smith besiegen konnte. 2003 gewann er noch eine Bronzemedaille bei den Panamerikanischen Spielen in Santo Domingo, als er erst im Halbfinale gegen den späteren Goldmedaillengewinner Juan Ubaldo unterlegen war.
Im März 2004 startete er bei der amerikanischen Olympiaqualifikation in Tijuana, wo er Marco Russell besiegte, aber im zweiten Kampf an Alfredo Angulo scheiterte. Er gewann jedoch im April 2004 die amerikanische Olympiaqualifikation in Rio de Janeiro mit Siegen gegen Martín Islas, Pedro Calla, Alexander Brand und Glaucélio Abreu.
Bei den Olympischen Spielen 2004 in Athen schied er im ersten Kampf gegen Yordanis Despaigne aus.

## Profikarriere
Jean Pascal stand den Großteil seiner Karriere bei den kanadischen Promotern Groupe Yvon Michel und InterBox unter Vertrag und wurde oder wird unter anderem von Marc Ramsay, Freddie Roach und Stéphane Larouche trainiert. Mit Jean Pascal Promotions tritt er bereits selbst mit einer Promotionsfirma im Boxsport auf.
Pascal gewann sein Profidebüt am 3. Februar 2005 und blieb auch in 20 weiteren Kämpfen ungeschlagen. Er wurde dabei im Dezember 2005 Kanadischer Meister, im September 2006 Latino-Champion der WBC, im März 2007 North American Champion der NABO und im Juni 2007 North American Champion der NABF und NABA. Zu seinen besiegten Gegnern zählten auch die beiden WM-Herausforderer James Crawford und Kingsley Ikeke.
Am 6. Dezember 2008 boxte er in Nottingham um den vakanten WBC-Weltmeistertitel im Supermittelgewicht, der vom ins Halbschwergewicht gewechselten Joe Calzaghe niedergelegt worden war. Die beiden höchstgereihten Herausforderer um den Titel waren Carl Froch und Jermain Taylor, wobei Taylor jedoch aus dem Kampf ausgestiegen war und Pascal daraufhin als nächstgereihter Herausforderer um den Titel boxen durfte. Carl Froch setzte sich in diesem Kampf einstimmig nach Punkten durch und fügte Pascal die erste Niederlage seiner Profilaufbahn zu.
Im April 2009 besiegte er Pablo Nievas, 2007 WBA-Herausforderer von Anthony Mundine, durch K. o. in der fünften Runde und wurde WBO-Intercontinental-Champion im Supermittelgewicht.
Im Anschluss boxte Pascal im Halbschwergewicht weiter und bestritt am 19. Juni 2009 seinen ersten WM-Kampf. Er konnte sich dabei beim Duell um die WBC-Weltmeisterschaft einstimmig gegen Adrian Diaconu durchsetzen, der vom Ring Magazine auf Rang 8 der Weltrangliste geführt und erst im Juli 2008 zum regulären WBC-Weltmeister ernannt worden war.
Im September 2009 verteidigte er den Titel durch TKO in der zehnten Runde gegen Silvio Branco. Branco war bereits im Jahr 2000 IBF-Herausforderer von Sven Ottke, 2003 WBA-Herausforderer von Mehdi Sahnoune, 2004 WBA-Herausforderer von Fabrice Tiozzo und 2007 WBA-Herausforderer von Stipe Drviš. Pascal hatte seinen Gegner im Kampfverlauf viermal am Boden, ehe die Ringecke von Branco den kampf durch Aufgabe beendete. Im Dezember 2009 bestritt er einen Rückkampf gegen Adrian Diaconu und siegte wiederum einstimmig.
Am 14. August 2010 traf er auf den vom Ring Magazine auf Platz 1 der Weltrangliste geführten Chad Dawson, wobei er selbst bereits auf Platz 2 geführt wurde. Dawson konnte seinen Gegner im Kampfverlauf in Bedrängnis bringen, verabsäumte es aber, entscheidend nachzusetzen. In der elften Runde kam es zu einem unabsichtlichen Zusammenstoß mit den Köpfen, wodurch Dawson eine Cutverletzung über dem rechten Auge davontrug. Diese führte schließlich zu einem Kampfabbruch durch den Ringrichter und zu einer Auswertung der Punktezettel, auf denen zu diesem Zeitpunkt Pascal in Führung lag und deshalb durch eine technische Entscheidung zum Sieger erklärt wurde. Pascal wurde durch diesen Sieg zusätzlich Weltmeister der IBO.
Im Dezember 2010 verteidigte er seine WM-Titel durch ein Unentschieden gegen Bernard Hopkins. Pascal hatte im ersten Kampfdrittel überzeugt und dabei auch zwei Niederschläge gegen Hopkins erzielt, dieser hatte den restlichen Kampf jedoch ausgeglichen gestaltet. Im direkten Rückkampf im Mai 2011 verlor der vom Ring Magazine auf Platz 1 geführte Pascal trotz einer beeindruckenden Leistung nach Punkten gegen Hopkins, der mit 46 Jahren der bis dahin älteste Boxweltmeister der Geschichte wurde.
Nachdem er 2012 Aleksy Kuziemski und 2013 George Blades schlagen konnte, besiegte er im Januar 2014 den ehemaligen IBF-Weltmeister Lucian Bute und wurde erneut North American Champion der NABF. Im Dezember 2014 endete sein Kampf gegen Roberto Bolonti frühzeitig, nachdem Bolonti in der zweiten Runde nach einem Trennungskommando des Ringrichters von Pascal getroffen worden und zu Boden gegangen war. Da Bolonti keine Bereitschaft signalisierte weiterzukämpfen und das geltende kanadische Regelwerk keinen Sieg durch Disqualifikation aufgrund eines Fouls innerhalb der ersten vier Runden vorsieht, blieb der Kampf wertungslos (No Contest).
Am 14. März 2015 boxte er gegen den ungeschlagenen russischen WBO-, IBF- und WBA-Weltmeister Sergei Kowaljow, welcher im November 2014 Bernard Hopkins entthront hatte. In dem schlagstarken Kampf verlor Pascal durch TKO in der achten Runde und ging dabei auch erstmals in seiner Profikarriere zu Boden. Nach einem folgenden Sieg gegen Yunieski Gonzalez boxte er am 30. Januar 2016 erneut gegen Kowaljow, verlor jedoch durch TKO in der siebenten Runde, nachdem sein Trainer Freddie Roach den Kampf beendet hatte. Kowaljow hatte deutlich dominiert und erzielte laut BoxRec 108 Kopftreffer, während Pascal nur 20 gelangen.
Im Juni 2017 verlor er durch Mehrheitsentscheidung gegen Eleider Álvarez, der im August 2018 Kowaljow vorzeitig besiegen konnte. Sechs Monate später bezwang er jedoch den ungeschlagenen Ahmed Elbiali. Am 24. November 2018 boxte er um den WBA-Weltmeistertitel im Halbschwergewicht gegen Dmitri Biwol, wurde jedoch von dem Russen ausgeboxt (Compubox-Statistik: 217 zu 60 Treffern) und verlor einstimmig nach Punkten.
Am 3. August 2019 besiegte er überraschend den ungeschlagenen Marcus Browne durch eine technische Entscheidung. Pascal erzielte insgesamt drei Niederschläge, ehe es in der achten Runde zu einem Zusammenstoß mit den Köpfen kam, wodurch Browne eine Cutverletzung über dem linken Auge davontrug. Daraufhin kam es zu einem Kampfabbruch und zur Auswertung der Punktezettel, auf denen Pascal mit dreimal 75:74 in Führung lag.
Nach dem Kampf gegen Browne wurde Pascal als Interimsweltmeister der WBA geführt und im Oktober 2019 zum regulären Weltmeister ernannt. Seine erste Titelverteidigung gewann er am 28. Dezember 2019 nach Punkten gegen Badou Jack. Im Kampfverlauf waren beide Boxer am Boden.
Seinen nächsten Kampf bestritt er erst im Mai 2022 und siegte dabei nach Punkten gegen Meng Fanlong.
Im Mai 2023 verlor er als 7:1-Favorit nach Punkten gegen den Deutschen Michael Eifert und am 28. Juni 2025 durch TKO gegen Michał Cieślak.